# Корнфорд, Фрэнсис Макдональд
Фрэнсис Макдональд Корнфорд (1874—1943) — английский учёный-антиковед, поэт. Его женой была известная английская поэтесса Франсес Корнфорд. Учился в школе Святого Павла и в Тринити колледже. Главным трудом Корнфорда считается «От религии к философии: происхождение западной мысли». Корнфорд был представителем религиогенной концепции происхождения философии, которая заключалась в том, что философия не возникает как совершенно новое явления, но есть по своей природе тем же, чем является и религия, различия только формальные. Если в религии это представления, то в философии это понятия.
В 1930-39 гг. Лоуренсовский профессор античной философии Кембриджа.
Оказал большое влияние на находившегося там в 1938 году Грегори Властоса.

## Избранная библиография
- Thucydides Mythistoricus, Londres, E. Arnold, 1907.
- Religion in the University, Cambridge, Parr & Tyler, 1911. («Религия в университете»)
- From Religion to Philosophy: a study in the origins of Western speculation, 1912. («От религии к философии: происхождение западной мысли»)
- The Origins of Attic Comedy, 1914. («Корни аттической комедии»)
- Greek Religious thought from Homer to the Age of Alexander, Londres-Toronto-Nueva York, J.M. Dent & Sons / E.P. Dutton, 1923. («Греческая религиозная мысль от Гомера до Александра»)
- The Laws of Motion in Ancient Thought, 1931.
- Before and After Socrates, 1931. («До и после Сократа»)
- Plato’s Theory of Knowledge: the Theaetetus and Sophist of Plato, 1935. («Платонова теория знания: „Теэтет“ и „Софист“»)
- Plato’s Cosmology: the Timaeus of Plato, 1937. («Платонова космология: „Тимей“»)
- Plato and Parmenides, 1939. («Платон и Парменид»)